# Даасдорф-ам-Берге
Даасдорф-ам-Берге (нім. Daasdorf am Berge) — громада в Німеччині, розташована в землі Тюрингія. Входить до складу району Ваймарер-Ланд. Складова частина об'єднання громад Грамметаль.
Площа — 2,84 км2. Населення становить Невірний параметр metadata 16 071 012 ос. (станом на 31 грудня 2021).

## Галерея

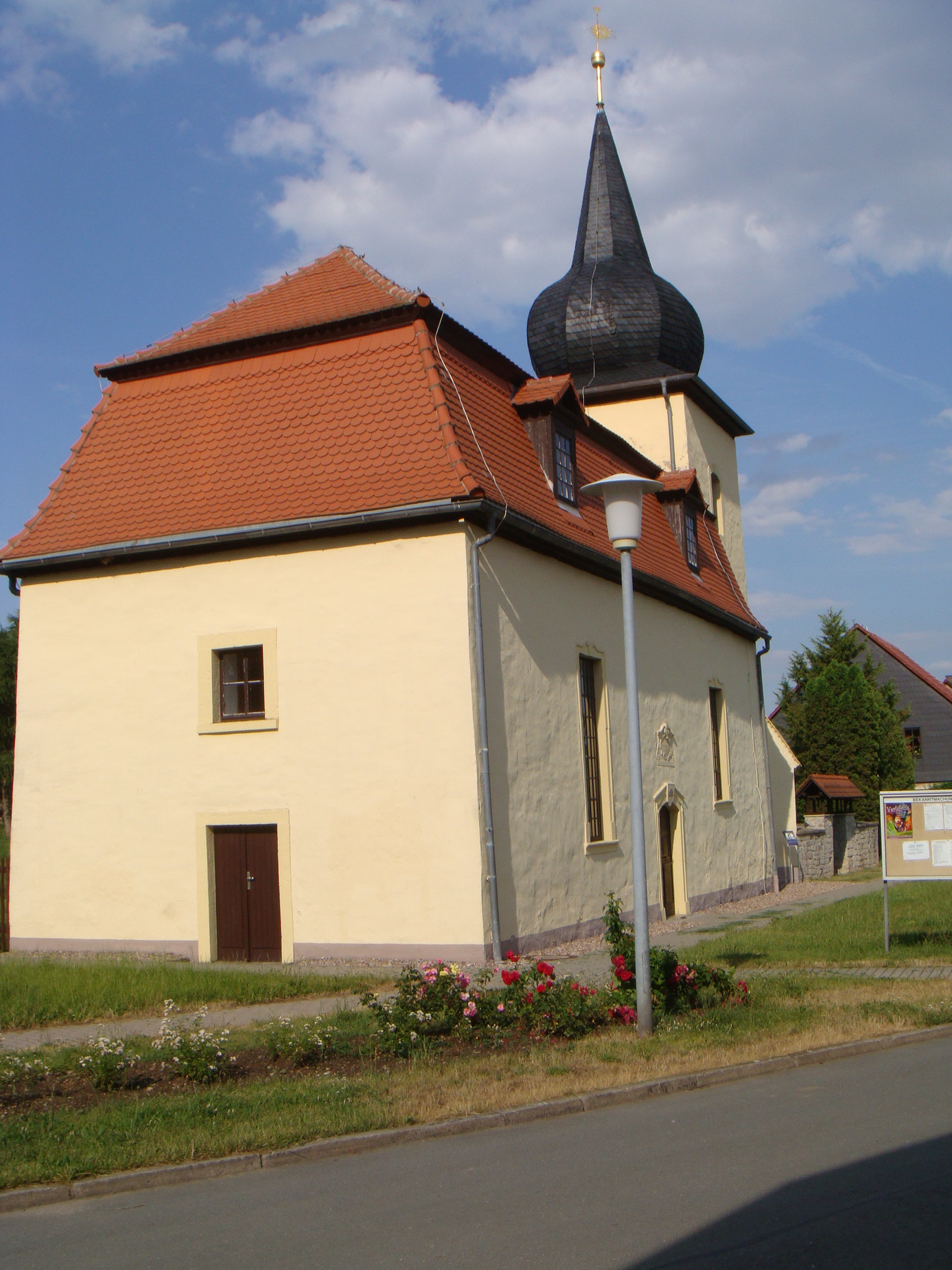